# Gdynia
Gdynia (kašubško Gdiniô, nemško Gdingen) je mesto in pristanišče na severu Poljske in Pomorjanskega vojvodstva (poljsko województwo pomorskie, kašubsko pòmòrsczé wòjewództwò). Leži ob Baltskem morju, ob Gdanskem zalivu.
Leta 2014 je mestno prebivalstvo štelo 247.792 ljudi, skupaj s sosednjima mestoma (Gdansk in Sopot) pa tvori konurbacijo Tromestje (poljsko Trójmiasto, kašubsko Trzëgard) z 747.370 prebivalci.

## Šport
- Arka Gdynia je poljski nogometni in ragbijski klub.

## Galerija
- Sea Towers in Dar Pomorza
- Dar Pomorza
- Bulvar obmorski
- Red Bull Air Race 2014 v Gdynia